# رودلف شتاينر (مخرج)
رودلف شتاينر (بالألمانية: Rudolf Steiner)‏ هو كاتب سيناريو ومنتج أفلام ومصور سينمائي ومخرج ألماني، ولد في 1942 في برلين في ألمانيا.

## وصلات خارجية
- رودلف شتاينر على موقع IMDb (الإنجليزية)
- رودلف شتاينر على موقع أول موفي (الإنجليزية)
- رودلف شتاينر على موقع قاعدة بيانات الفيلم (الإنجليزية)
- رودلف شتاينر على موقع كينوبويسك (الروسية)